# عمر السعيد (ممثل)
عمر السعيد (مواليد 4 سبتمبر 1986) هو ممثل مصري بدأ مشواره الفني عام 2009 بدور الضابط عمر في فيلم واحد صفر.

## أعماله

### أفلام
- 2009:واحد صفر
- 2010:678
- 2011: 18 يوم
- 2012:مصور قتيل
- 2012:تيتة رهيبة
- 2012:بابا
- 2015: سكر مر
- 2016:خانة اليك
- 2017:هروب اضطراري
- 2017:مش رايحين في داهية

### مسلسلات
- 2012:باب الخلق
- 2013: ذات
- 2014:تفاحة آدم
- 2014:إمبراطورية مين
- 2014:العملية ميسي
- 2015:مريم
- 2015:لعبة إبليس
- 2015:البيوت أسرار
- 2016:نصيبي وقسمتك
- 2016:الطبال
- 2017:نصيبي وقسمتك 2
- 2017:الحصان الأسود
- 2018:مليكة
- 2018:طلعت روحي
- 2019:زي الشمس
- 2020:ونسني
- 2020:ليه لأ؟!
- 2020:إسود فاتح
- 2021:قصر النيل
- 2022:أزمة منتصف العمر